# Milton Caniff

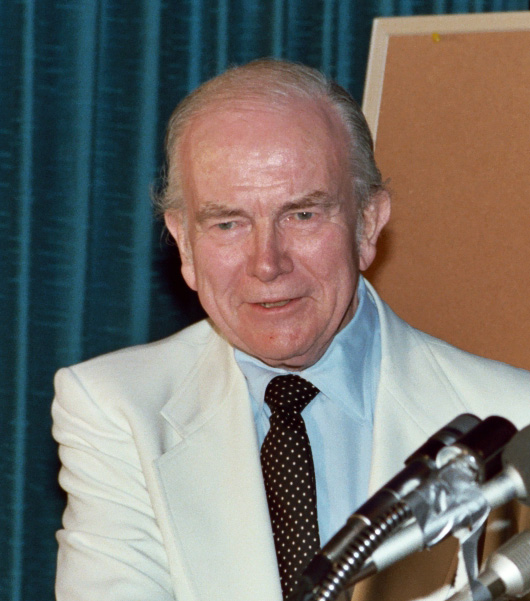
Milton Caniff 1982

Milton Arthur Paul Caniff (* 28. Februar 1907 in Hillsboro, Ohio; † 3. April 1988 in New York) war ein US-amerikanischer Comiczeichner und -autor. Zu seinen bekanntesten Werken gehören die Abenteuerstrips Terry and the Pirates und Steve Canyon.

## Leben und Wirken
1930 schloss Caniff, der schon während seiner Studienzeit Zeichnungen an verschiedene Zeitungen verkaufte, sein Studium an der Ohio State University, Columbus, ab. 1932 übersiedelte er, der bis dahin zusammen mit Noel Sickles ein kleines Studio betrieben hatte, angeheuert von Associated Press nach New York und übernahm noch im selben Jahr von Al Capp die Serie Mr. Gilfeather und führte sie unter dem Namen The Gay Thirties fort. Im Folgejahr begann er seine erste eigene Serie, Dickie Dare. Sie handelte von einem Jungen, der anfangs in seiner Phantasie Abenteuer mit Robin Hood, Robinson Crusoe und diversen anderen Protagonisten erlebte, später aber auf Weltreise ging und selbst diverse Abenteuer erlebte.
Der erste Strip von Terry and the Pirates, die Abenteuer eines mutigen Jungen, die Caniff berühmt machten, erschien am 22. Oktober 1934, die erste Sonntagsseite am 9. Dezember 1934. Diese Serie hielt er bis 1947 (sie wurde bis 1973 von anderen Zeichnern fortgesetzt), danach wechselte er den Arbeitgeber: vom Chicago Tribune-New York News Syndicate zur Chicago Sun-Times, wo man ihm für die ersten fünf Jahre ein Garantiehonorar von 520.000 US-Dollar angeboten hatte. Der Wechsel wurde von der Time wie folgt kommentiert: „als würde Henry Ford seine Fabriken verlassen, um auf der anderen Straßenseite eine Konkurrenzfirma zu eröffnen.“ Die nachfolgende Serie über den Navy-Piloten Steve Canyon, die vorab von 162 Zeitungen unter Vertrag genommen wurde, erschien erstmals am 13. Januar 1947. Sie wurde von Caniff bis zu seinem Tod fortgeführt. Im Gegensatz zu Terry and the Pirates behielt Caniff an Steve Canyon die Rechte. Insgesamt wurde Steve Canyon, dessen letzter Strip am 4. Juni 1988 erschien, in 450 Zeitungen abgedruckt. Während des Zweiten Weltkrieges zeichnete Caniff parallel zu Terry and the Pirates zuerst die Serie Burma, die ein Ableger von Terry and the Pirates war. Da die Rechteinhaber nicht mit dem Ableger einverstanden waren, beendete Caniff Burma und schuf die Serie Male Call, die ebenso wie Burma ausschließlich in Soldatenzeitungen erschien und für die er auf sein Honorar verzichtete. Male Call wurde 1946 eingestellt. Ebenso wie Terry and the Pirates wurde Steve Canyon als Fernsehserie verfilmt.
Caniff, der zunächst Schauspieler werden wollte, erhielt zweimal den Reuben Award, 1946, als erster Preisträger überhaupt, und 1971. Darüber hinaus wurde er 1978 in Italien mit dem Yellow Kid ausgezeichnet. Die Aufnahme Caniffs in die Will Eisner Award Hall of Fame erfolgte 1988.
Caniff starb an Lungenkrebs. Seine Witwe Esther überlebte ihn nur um wenige Wochen und starb am 11. Mai 1988 ebenfalls im Alter von 81 Jahren.
Ein besonderes Kennzeichen Caniffs waren laut Andreas C. Knigge sein expressionistischer Zeichenstil und seine markante Schwarzweißtechnik. Der Autor Rick Marshall bezeichnete Caniff als „Rembrandt of Comic-Strips“. Anlässlich seines Todes erschien an Stelle des Strips Steve Canyon ein einziges an Steve Cayon angelehntes Bild, das von Pulitzer-Preisträger Bill Mauldin gezeichnet wurde und von den Signaturen 78 Zeichnerkollegen, darunter auch Will Eisner, John Cullen Murphy und Dik Browne, begleitet wurde.